# Sven Liikamaa
Sven Gustav Liikamaa, född 22 december 1929 i Muonionalusta i Norrbottens län, död 8 februari 2009 i Haparanda, var en svensk målare och tecknare. 
Liikamaa var som konstnär autodidakt. Han medverkade i utställningar i Finland, Paris, New York och på ett flertal platser i Sverige. Han tilldelades Norrbottens läns landstings kulturstipendium och Haparanda kommuns kulturstipendium. Hans konst består av bilder från det norrbottniska landskapet med dess olika stämningar, Tornedalens myr och kustland utförda i akvarell.  